# Trevor Lawrence
Trevor Lawrence (Knoxville, Tennessee, Estados Unidos; 6 de octubre de 1999) es un jugador profesional de fútbol americano estadounidense. Juega en la posición de quarterback y actualmente milita en los Jacksonville Jaguars de la National Football League (NFL). 
Considerado desde el instituto como uno de los jugadores más prometedores de todos los tiempos, Lawrence jugó a nivel universitario en Clemson, donde fue campeón nacional en 2018 y subcampeón en 2019. En 2021 fue seleccionado en la primera posición del Draft por los Jaguars.

## Biografía
Trevor Lawrence nació en Knoxville (Tennessee) el 6 de octubre de 1999. Es el segundo hijo de Jeremy y Amanda Lawrence. Tiene un hermano mayor llamado Chase y una hermana pequeña llamada Olivia. El 10 de abril de 2021 se casó con su novia del instituto, Marissa Mowry, a quien se había declarado en el Memorial Stadium, el estadio de la Universidad de Clemson, en julio del año anterior.

## Carrera

### Instituto
Lawrence asistió a Instituto Cartersville de Georgia, donde jugó al fútbol americano y al baloncesto. Como estudiante de primer año logró 3042 yardas de pase y 26 touchdowns, mientras que como sophomore sus estadísticas fueron 3655 yardas aéreas y 43 pases de touchdown. En su temporada de junior (2016) fue elegido jugador del año para el Atlanta Journal-Constitution después de completar 250 de 406 pases para 3904 yardas y 51 touchdowns. El 16 de diciembre de ese mismo año, Lawrence se comprometió con Clemson. En 2017, su último año de instituto, Lawrence rompió el récord del estado de Georgia en yardas aéreas y touchdowns, que anteriormente tenía Deshaun Watson.
Desde su segundo hasta su último año en Cartersville, Lawrence lideró a los Purple Hurricanes a 41 victorias consecutivas, ganando dos campeonatos estatales y cuatro títulos regionales, al tiempo que recibió varios galardones nacionales de jugador de secundaria del año.

### Universidad

#### 2018
Su debut con Clemson se produjo como suplente el 1 de septiembre de 2018 ante Furman. Completó 9 pases de 14 para un total de 137 yardas y tres touchdowns. El 25 de septiembre fue nombrado quarterback titular de los Tigers en detrimento de Kelly Bryant.
Tras finalizar el año con un registro de 13-0, Clemson fue elegida para disputar el Cotton Bowl, una de las dos semifinales de los Playoffs. Los Tigers se impusieron por 30-3 a Notre Dame y accedieron a la final universitaria. El 7 de enero de 2019, Clemson logró su tercer título nacional tras vencer a Alabama en el College Football Championship Game por 44-16. Lawrence completó 20 de los 32 pases que intentó y lanzó para 347 yardas y tres touchdowns, por lo que fue nombrado MVP ofensivo del partido.

#### 2019

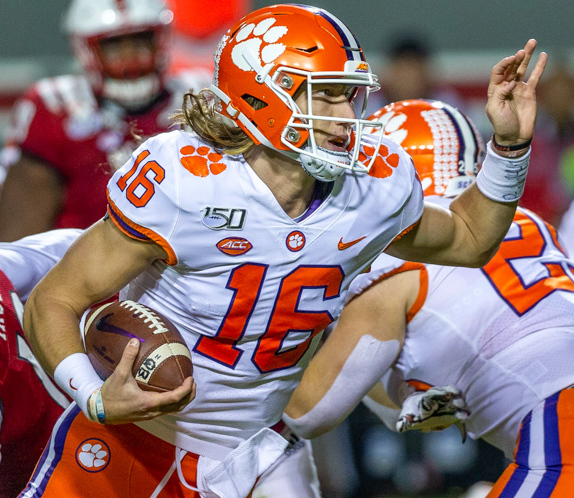
Trevor Lawrence, con Clemson en 2019.

En 2019 Lawrence condujo a Clemson a una nueva final nacional tras terminar la temporada regular otra vez invictos y eliminar a Ohio State en el Fiesta Bowl. Sin embargo, fueron derrotados en la final por la LSU de Joe Burrow por 42-25. En su primera derrota como jugador universitario, Trevor Lawrence logró 18 de 37 en pases para 234 yardas y ninguna asistencia de touchdown.

#### 2020
Trevor Lawrence y Clemson iniciaron la temporada de 2020 ganando a Wake Forest. El 30 de octubre de 2020 Lawrence dio positivo por COVID-19 y se perdió dos partidos al tener que cumplir diez días de cuarentena. Sin él, Clemson perdió ante Notre Dame su único partido de temporada regular. Los Tigers terminaron el año 10-1 y fueron invitados al Sugar Bowl como el segundo mejor equipo del país. En dicha semifinal cayeron derrotados a manos de Ohio State por 28-49.
Al término de la temporada fue nombrado Jugador del Año de la Atlantic Coast Conference y finalizó segundo en las votaciones del Trofeo Heisman, únicamente por detrás de DeVonta Smith. El 6 de enero de 2021 anunció en sus perfiles en redes sociales que dejaba Clemson para presentarse al Draft de la NFL de 2021.

#### Estadísticas
|         | Denota temporada en la que fue campeón nacional |
| Negrita | Máximo de carrera                               |

| Año   | Equipo  | Partidos | Partidos | Partidos | Pase | Pase | Pase | Pase   | Pase | Pase | Pase  | Carrera | Carrera | Carrera | Carrera |
| Año   | Equipo  | PJ       | PT       | Récord   | Cmp  | Att  | Pct  | Yardas | TD   | Int  | Rtg   | Att     | Yardas  | Avg     | TD      |
| ----- | ------- | -------- | -------- | -------- | ---- | ---- | ---- | ------ | ---- | ---- | ----- | ------- | ------- | ------- | ------- |
| 2018  | Clemson | 15       | 11       | 11-0     | 259  | 398  | 65,2 | 3280   | 30   | 4    | 157,6 | 60      | 177     | 3,0     | 1       |
| 2019  | Clemson | 15       | 15       | 14-1     | 268  | 407  | 65,8 | 3665   | 36   | 8    | 166,7 | 103     | 563     | 5,5     | 9       |
| 2020  | Clemson | 10       | 10       | 9-1      | 231  | 334  | 69,2 | 2753   | 24   | 5    | 169,2 | 68      | 203     | 3,0     | 8       |
| Total | Total   | 40       | 36       | 34-2     | 758  | 1138 | 66,6 | 10.098 | 90   | 17   | 164,3 | 211     | 951     | 4.3     | 18      |

### NFL

#### Jacksonville Jaguars

##### 2021
Tal y como se esperaba, Trevor Lawrence fue elegido en la primera posición global del Draft de 2021 por los Jacksonville Jaguars. El 5 de julio firmó su contrato de novato por cuatro años y 36,8 millones de dólares. Unos días antes del inicio de la temporada fue nombrado quarterback titular, así como uno de los capitanes del equipo.
Lawrence debutó en la NFL el 12 de septiembre de 2021 ante los Houston Texans. Completó 28 de los 51 pases que lanzó y logró 332 yardas para tres touchdowns y tres intercepciones. Su primer pase de touchdown fue un lanzamiento de veintidós yardas atrapado por Chris Manhertz. Los Jaguars perdieron el partido por 37-21 en la que fue la primera derrota de Lawrence en un encuentro de temporada regular, incluyendo instituto y universidad. Tras empezar la temporada con cinco derrotas seguidas, Lawrence logró su primera como profesional en la sexta semana ante los Miami Dolphins en el Tottenham Hotspur Stadium. En ese partido se convirtió además en el primer quarterback novato que logra ganar un encuentro en Londres.

##### 2022
Tras derrotar a los Tennessee Titans en la última jornada de la temporada, los Jacksonville Jaguars lograron su primer título de división desde 2017. Lawrence mejoró sus números con respecto su primer año en la NFL. En total logró 387 de 584 en pases para un 66,3% de precisión, 4113 yardas y 25 touchdowns.

## Estadísticas
|         | Líder de la liga  |
| Negrita | Máximo de carrera |

### Temporada regular
| Año   | Equipo | Partidos | Partidos | Partidos | Pase | Pase | Pase | Pase | Pase | Pase | Pase | Pase | Carrera | Carrera | Carrera | Carrera |
| Año   | Equipo | PJ       | PT       | Récord   | Comp | Att  | Pct  | Yds  | Avg  | TD   | Int  | Rate | Att     | Yds     | Avg     | TD      |
| ----- | ------ | -------- | -------- | -------- | ---- | ---- | ---- | ---- | ---- | ---- | ---- | ---- | ------- | ------- | ------- | ------- |
| 2021  | JAX    | 17       | 17       | 3-14     | 359  | 602  | 59,6 | 3641 | 6,0  | 12   | 17   | 71,9 | 73      | 334     | 4,6     | 2       |
| 2022  | JAX    | 17       | 17       | 9-8      | 387  | 584  | 66,3 | 4113 | 7,0  | 25   | 8    | 95,2 | 62      | 291     | 4,7     | 5       |
| Total | Total  | 34       | 34       | 12-22    | 746  | 1186 | 62.9 | 7754 | 6.5  | 37   | 25   | 83,4 | 135     | 625     | 4,6     | 7       |

### Playoffs
| Año   | Equipo | Partidos | Partidos | Partidos | Pase | Pase | Pase | Pase | Pase | Pase | Pase | Pase | Carrera | Carrera | Carrera | Carrera |
| Año   | Equipo | PJ       | PT       | Récord   | Comp | Att  | Pct  | Yds  | Avg  | TD   | Int  | Rate | Att     | Yds     | Avg     | TD      |
| ----- | ------ | -------- | -------- | -------- | ---- | ---- | ---- | ---- | ---- | ---- | ---- | ---- | ------- | ------- | ------- | ------- |
| 2021  | JAX    | 2        | 2        | 1-1      | 52   | 86   | 60.5 | 505  | 5.9  | 5    | 5    | 72.1 | 4       | 34      | 8.5     | 0       |
| Total | Total  | 2        | 2        | 1-1      | 52   | 86   | 60.5 | 505  | 5.9  | 5    | 5    | 72.1 | 4       | 34      | 8.5     | 0       |